# Alvin Robertson
Alvin Cyrrale Robertson (ur. 22 lipca 1962 w Barberton) – amerykański koszykarz, rzucający obrońca. Mistrz olimpijski z Los Angeles.

## Kariera
Mierzący 191 cm wzrostu koszykarz studiował na University of Arkansas, gdzie w latach 1981–1984 grał w drużynie uczelnianej Arkansas Razorbacks. Do NBA został wybrany z 7. numerem w drafcie w 1984 przez San Antonio Spurs. Grał w tym zespole przez pięć sezonów, w roku 1986 został uhonorowany nagrodami dla najlepszego defensora (NBA Defensive Player of the Year Award) oraz zawodnika który poczynił największe postępy (NBA Most Improved Player Award, pierwsza edycja tego wyróżnienia). Był także zawodnikiem Milwaukee Bucks (1989–1993), Detroit Pistons (1993) i Toronto Raptors (1995–1996).
Na koniec sezonu 1986/1987 zajął drugie miejsce w głosowaniu na obrońcę roku NBA.
Cztery razy brał udział w All-Star Game. Jest jednym z zaledwie czterech graczy w historii ligi NBA, którym oficjalnie zaliczono tzw. quadruple-double. 18 lutego 1986 zakończył mecz z Phoenix Suns z 20 punktami, 11 zbiórkami, 10 asystami i 10 przechwytami na koncie.

## Życie osobiste
Robertson jest ojcem Tyrella Johnsona, zawodnika futbolu amerykańskiego, który został wybrany w drugiej rundzie draftu NFL w 2008 roku, przez klub Minnesota Vikings. Jego synem jest także Elgin Cook, koszykarz University Of Oregon. W koszykówkę grał również jego brat – Ken Robertson, który był zawodnikiem Cleveland State University.

## Problemy z prawem
Robertson miewał także problemy z prawem. Spędził miesiąc w więzieniu podczas NBA play-off w 1990 roku, za pobicie żony. W sierpniu 1997 roku otrzymał cztery zarzuty, wniesione przez byłą dziewczynę. Sąd orzekł w jego sprawie rok pozbawienia wolności. Po raz kolejny Robertson został aresztowany w styczniu 2007 roku (San Antonio), w związku z zarzutami o stosowanie przemocy w rodzinie.
26 stycznia 2010 roku został zatrzymany pod zarzutem napaści na tle seksualnym na osobę nieletnią, nakłanianie do prostytucji oraz zmuszanie do aktu seksualnego osoby nieletniej. Według opinii śledczych Robertson był członkiem pewnego kręgu ludzi, którzy porwali 14-letnią dziewczynkę z San Antonio i zmuszali ją do prostytucji oraz tańca w klubie striptizowym Corpus Christi w 2009 roku. Dziewczyna uciekła domniemanym porywaczom i na tej podstawie rozpoczęto śledztwo. Po całym zajściu przez kilka lat Robertson wychodził i ponownie wracał do więzienia. Kolejne aresztowanie miało miejsce 9 czerwca 2014 roku w San Antonio. Tym razem jego powodem było złamanie przepisów dotyczących kaucji.

## Osiągnięcia
Na podstawie, o ile nie zaznaczono inaczej.

### NCAA
- Uczestnik rozgrywek:
  - Sweet 16 turnieju NCAA (1983)
  - turnieju NCAA (1982–1984)
- Mistrz:
  - turnieju konferencji Southwest (SWC – 1982)
  - sezonu regularnego SWC (1982)
- MVP turnieju konferencji SWC (1982)
- Zaliczony do:
  - II składu All-American (1984 przez United Press International)
  - III składu All-American (1984 przez Associated Press)

### NBA
- 4-krotny uczestnik meczu gwiazd NBA (1986–1988, 1991)[12]
- Obrońca Roku NBA (1986)[13]
- Zdobywca nagrody dla zawodnika, który poczynił największy postęp – NBA Most Improved Player Award (1986)[14]
- Wybrany do:
  - I składu defensywnego NBA (1987, 1991)[15]
  - II składu:
    - NBA (1986)[16]
    - składu defensywnego NBA (1986, 1988–1990)[15]
- Lider:
  - sezonu zasadniczego w przechwytach (1986, 1987, 1991)[17]
  - play-off w średniej przechwytów (1988)[18]
- Zawodnik miesiąca NBA (grudzień 1985)[19]
- 3-krotny zawodnik tygodnia NBA (15.12.1985, 23.11.1986, 21.01.1990)[20]
- Rekordzista NBA w:
  - liczbie przechwytów (301), uzyskanych w trakcie pojedynczego sezonu (1985/86)[21]
  - średniej przechwytów (3,67), uzyskanej w trakcie pojedynczego sezonu (1985/86)[22]

### Reprezentacja
- Mistrz olimpijski (1984)[23]
- Lider igrzysk olimpijskich w przechwytach (1984)